# Melanostigma atlanticum
Melanostigma atlanticum är en fiskart som beskrevs av Koefoed 1952. Melanostigma atlanticum ingår i släktet Melanostigma och familjen tånglakefiskar. Inga underarter finns listade i Catalogue of Life.